# توني كرين
توني كرين (بالإنجليزية: Tony Crane)‏ هو لاعب كرة قدم بريطاني، ولد في 8 سبتمبر 1982 في ليفربول في المملكة المتحدة. لعب مع شيفيلد وينزداي وغريمسبي تاون ونادي بوسطن يونايتد.

## وصلات خارجية
- توني كرين على موقع Soccerbase.com (لاعب) (الإنجليزية)